# Jefatura de Sistemas de Información y Telecomunicaciones de las Fuerzas Armadas

Escudo de la Jefatura de Sistemas de Información y Telecomunicaciones de las FAS.

La Jefatura de Sistemas de Información y Telecomunicaciones de las Fuerzas Armadas de España (JCISFAS) fue la unidad de la Jefatura Apoyo para Acción Conjunta del Estado Mayor de la Defensa que elaboraba los requerimientos de los sistemas de información y telecomunicaciones (CIS en inglés) de la estructura operativa de las Fuerzas Armadas, incluyendo los sistemas de guerra electrónica (EW en inglés) y de Observación de la Tierra (SOT). Era responsable del seguimiento de las tareas relacionadas con la obtención y operación de los CIS, englobando también los ámbitos de la seguridad de la información y ciberdefensa, evaluando y supervisando su eficacia operativa.
Daba apoyo a la estructura operativa de las Fuerzas Armadas en todo lo relacionado con los medios CIS, de guerra electrónica y de Observación de la Tierra conforme a las directrices y acuerdos específicos establecidos al efecto entre el JEMAD y el Secretario de Estado de Defensa. La JCISFAS asesoraba al JEMAD en los aspectos CIS de mando y control militar relativos a la dependencia funcional. Asimismo, era el organismo representante ante las organizaciones internacionales de seguridad y defensa en materias relacionadas con los CIS dentro del ámbito de responsabilidad del Estado Mayor de la Defensa y apoyaba a su Jefatura, en estos aspectos, en el planeamiento y conducción estratégica de las operaciones.
La Jefatura de Sistemas de Información y Telecomunicaciones de las FAS se articulaba en:
- Secretaría
- Órgano Auxiliar de Jefatura
- Sección de Sistemas
- Sección de Telecomunicaciones
- Sección de Apoyo CIS al Sistema de Mando y Control Militar.
- Sección de Apoyo CIS a las Operaciones.
- Sección de Apoyo CIS a los Sistemas de Obtención de Inteligencia.
- Sección de Apoyo CIS al Estado Mayor de la Defensa.

Fue suprimida en 2020 al integrarse en el Mando Conjunto del Ciberespacio (MCCE).